# The U.S. Air Force

Partition de The U.S. Air Force.

The U.S. Air Force, dit Off We Go..., est l'hymne officiel de l'armée de l’air américaine.
Adopté à la fin des années 1940, les paroles sont de Robert MacArthur Crawford sur une musique qu'il avait composé une dizaine d'années auparavant.